# Alfred Hardy (dermatologue)
Pour les articles homonymes, voir Alfred Hardy et Hardy.
Pour l'architecte belge, voir Alfred Hardy (architecte).
Alfred Louis Philippe Hardy (30 novembre 1811, Paris – 23 janvier 1893, Paris) était un dermatologue français.

## Biographie
En 1836, il a reçu son doctorat en médecine à Paris, où, en 1839, il devint chef de clinique sous la direction de Pierre Fouquier à l'Hôpital de la Charité. En 1847, il a obtenu son agrégation à la faculté de médecine de Paris, et quatre ans plus tard, a succédé à Jean Guillaume Auguste Lugol en tant que chef de service à l'Hôpital Saint-Louis. En 1867, il a succédé à Jules Béhier de la chaire de pathologie interne à l'université, et en 1876 atteint la chaire de médecine clinique à l'Hôpital Necker,.
En 1867, il devint membre de l'Académie de médecine (section de thérapeutique). En 1889, il a servi en tant que président du Premier Congrès International de Dermatologie et de syphilographie.

## Publications
En 1868, il publie "la Clinique photographique de l'Hôpital Saint-Louis", l'un des premiers livres sur la dermatologie à l'utilisation de la photographie (49 photographies originales, dont certaines ont été à la main de couleur).
- Traité élémentaire de pathologie interne (avec Jules Béhier) 3 volumes, 1846-55 – Élémentaire traité de pathologie interne.
- Leçons sur les maladies de la peau professés un l'hôpital St Louis, 1860 – Leçons sur les maladies de la peau à l'Hôpital Saint-Louis.
- Leçons sur les maladies dartreuses professées à l'hôpital Saint-Louis, 1862 – Leçons sur dartrous maladies enseigné à l'Hôpital Saint-Louis.
- Leçons sur la scrofule et les scrofulides et sur la syphilis et les syphilides professées à l'hôpital Saint-Louis, 1864[4].
- "La dartrous diathèse, ou de l'eczéma et de ses alliés affections" : une traduction en anglais de Hardy "Leçons sur les maladies dartreuses" par Henry G. Piffard (1868).